# Filip Ćustić
Filip Ćustić Braut (pronunciación croata: [fǐlip tɕǔːstitɕ brǎut]; Santa Cruz de Tenerife, 31 de marzo de 1993) es un artista multidisciplinar hispanocroata que vive en la ciudad española de Madrid. La práctica artística de Ćustić combina fotografía, arte performance, escultura y videoarte.

## Biografía
Ćustić nació en Santa Cruz de Tenerife. Sus padres son de Kornić sin embargo, huyeron a España durante la Guerra de Croacia.
Ćustić es un artista multidisciplinar. Su trabajo se ha expuesto en España a nivel nacional, en lugares como La Térmica de Málaga y Fundación César Manrique de Lanzarote, como a nivel internacional en lugares como el Museum der bildenden Künste en Alemania y el Manchester International Festival.
Ćustić también ha participado en numerosos proyectos culturales en el mundo del arte. En enero de 2018 formó parte de la segunda edición de Inspíreme que tuvo lugar en el Espacio Cultural CajaCanarias de Tenerife. A principios de 2019, fue seleccionado como uno de los artistas que formaría parte del proyecto de arte londinense de Selfridges The New Order que se lanzó en septiembre de 2019. En mayo de 2019, dio una conferencia magistral en la V edición del Design Fest, organizado por IED Madrid. En julio de 2019 fue miembro del jurado de la convocatoria artística de Versiona Thyssen 2019, organizada por el Museo Thyssen-Bornemisza de Madrid.
Ćustić también ha trabajado como fotógrafo de arte creativo y de moda para Opening Ceremony, Vogue, Fucking Young!, GQ UK, Esquire, Visionare, Palomo Spain, y otros. Colaboró con la cantante y compositora Rosalía en su segundo álbum de 2018, El mal querer, diseñando y creando la identidad visual del disco.

## Concepción artística y estilo
Su trabajo explora el impacto de las tecnologías digitales en la conciencia humana y el sentido de la identidad, reuniendo arte, tecnología y humanidad. Así pues, Ćustić crea cuadros virtuales, en los que oscila entre el hiperrealismo y el surrealismo. Es bastante presente también el eclecticismo entre ciencia, magia, arte y belleza.
Ćustić es un artista polifacético que en su arte interconecta fotografía, performance, escultura y videoarte. Gran parte de su trabajo se fundamenta en el cubismo y el objetivismo. Para él, el objetivismo hace referencia a la "relación que tenemos los humanos con los objetos. Qué significado tienen cada uno de ellos en nuestra mente y qué arquetipos representan". Es un término inventado que le permite describir “la sensación visual estética” que quiere comunicar.
También está presente en su obra la exploración con la patafísica, una ciencia imaginaria creada por el escritor francés Alfred Jarry. La patafísica surge como una extrapolación absurda a la física, más en vez de buscar explicación a la realidad observable, se sumerge en algo absurdo y surrealista, explorando conceptos que desafían a la lógica convencional.
En sus creaciones se subordinan el arte, la moda y la ciencia y, en ellas, el artista discute con la ciencia, juega con la perspectiva, la distancia, el juego cromático, la geometría y todo tipo de objetos, como ahora bien objetos infantiles, peligrosos y punzantes.

## Proyectos artísticos

### Universo visual:El mal querer
Filip Ćustić colaboró conjuntamente con la cantante Rosalia en 2018 para crear el universo visual detrás de su segundo álbum, El mal querer. Ćustić se encargó de narrar visualmente cada uno de los 11 capítulos que componen la historia musical que configuran el álbum. Su aportación artística se remite a mezcla la narrativa detrás de las canciones con simbología que materializa directamente en las metáforas visuales presentes en las once fotografías animadas y el diseño de la portada del álbum.

### Pi(x)el
En 2022, Ćustić presentó su performance Pi(X)el en el espacio SOLO en Madrid. En la muestra el artista mezclaba performatismo, escultura hiperrealista, programación y vídeo para señalar la tiranía de los estándares de belleza actuales y cómo el mundo digital puede ayudarnos a superarlos. El conjunto de la obra invitaba al espectador a reflexionar sobre la diversidad, las identidades fluidas y la dismorfia.

### Filtros Instagram
Otro de los campos de exploración de Ćustić son los filtros de Instagram. Impulsado por la idea de que el consumidor pueda colocarse parte de su arte como una decoración del propio cuerpo, ha desarrollado varios filtros por la red social. Este híbrido entre tecnología y antropometría, es un ejemplo de cómo el desarrollo 3D se establece en el panorama artístico como una nueva forma de materialización de la obra.

## Exposiciones

### Exposiciones individuales
- micro=macro, actuación para el Festival Internacional de Manchester, Selfridges, Manchester (2019)[19]
- Filip Ćustić en Conversación con César Manrique, comisariada por Belinda Martín Porras, Fundación César Manrique, Lanzarote (2019)[20]
- Homo-?, comisariada por Belinda Martín Porras, La Térmica, Málaga (2019)[21]
- Presente Mental, comisariada por Xurxo Ponce, Centro Cultural de España, Montevideo (2019)[22]
- Laberinto de espejos, actuación en Absoluto Manifesto 19 – We Are En New World, Madrid (2019)[22]
- Objetismo Materializado - The Gathering, Caixa Forum Barcelona (2017)
- Patafísica: Suspensión, Fragmentación, James Fuentes Gallery, Nueva York (2017)[23]
- Mueble sexual, Soho House Barcelona (2017)[24]
- surrealismo, abstracción 1, IKB 191, Madrid (2016)

### Exposiciones colectivas
- crno-bijelo, Organ Vida Festival, Museo de Arte Contemporáneo, Zagreb (2020)[4]
- 10 segundos, 20 artistas, producido por Finding Art Madrid, Urvanity Art Fair, Madrid (2020)
- Enlace a la Bio. Arte after Social Media, comisariada por Anika Meier, Museum der bildenden Künste, Leipzig (2019)[25]
- LA RECERCA DEL PLAER (MODERN), Festival Mira, Barcelona (2018)[26]
- Les Rencontres d'Arles, Arles (2018)
- PHotoEspaña 2018, Madrid (2018).
- El encuentro. La Noche Warhol, Caja Forum Madrid (2018)
- Rosa. En Rosé Exhibition, Colette, París (2016)

## Premios
- Grammy Latino 2019 al mejor paquete de grabación por El mal querer de Rosalía.